# Tony Cascarino
Anthony Guy "Tony" Cascarino, född 1 september 1962, är en engelsk-irländsk före detta professionell fotbollsspelare som spelade som anfallare för fotbollsklubbarna Gillingham, Millwall, Aston Villa, Celtic, Chelsea, Marseille, Nancy och Red Star 93 mellan 1981 och 2000. Han vann två Ligue 2-mästerskap och en Football League Second Division. Cascarino spelade också 88 landslagsmatcher för det irländska fotbollslandslaget mellan 1985 och 1999.
I sin självbiografi Full Time: The Secret Life of Tony Cascarino, som utgavs år 2000, avslöjade han att han har inga biologiska kopplingar till Irland. 1996 avslöjade hans mor för honom att hon var adopterad och hade inga blodsband till hans irländska morföräldrar. Cascarino hade berättat om detta till de irländska landslagsspelarna Niall Quinn, Steve Staunton och Andy Townsend, som alla höll tyst om detta. Han fick dock ett irländskt pass samma år.